# Бугрование
Бугрова́ние (устар. бугор — земляной холм) — разграбление древних погребений путём их разрушения с целью овладения и сбыта предметов из драгоценных металлов, разновидность чёрной археологии.
Разграбление древних памятников происходило ещё с древности, часто самими современниками курганов. В некоторых случаях превращалось в промысел или в профессию. На территории Хакасско-Минусинской котловины, по сравнению с Западной Сибирью, бугрование было распространено меньше. В первой трети XVIII в. масштабы промысла резко сокращаются и в конечном счёте сходят на нет, так как все основные известные бугровщикам (русские крестьяне-переселенцы, жившие в Сибири и занимавшиеся бугрованием) погребения были раскопаны.
Исследователи Минусинской котловины в нач. XVIII в. заимствовали термин для описания и определения древних памятников. Некоторые найденные металлические предметы были отправлены в Санкт-Петербург, где стали основой фондов Кунсткамеры.
Отдельные случаи встреч исследователей с одиночными бугрованиями отмечались на протяжении XIX — XX вв., вплоть до 30-х XX в.